# Rußige Schnurrbartfledermaus
Die Rußige Schnurrbartfledermaus (Pteronotus quadridens) ist eine Fledermausart aus der Familie der Kinnblattfledermäuse (Mormoopidae), welche auf den Großen Antillen beheimatet ist.

## Beschreibung
Die Rußige Schnurrbartfledermaus ist mit einer Unterarmlänge von unter 41 mm und einem Gewicht von 3 bis 6 g die kleinste Art der Gattung Pteronotus. Das Fell ist meist gräulich bis gelblich braun, wobei manche Individuen auch einen Orangestich aufweisen können. Die einzelnen Haare sind auf dem Rücken dreifarbig mit einer dunklen Basis und Spitze und einem hellen Mittelteil. Am Bauch sind die Haare zweifarbig mit einer dunklen Basis und einer grau-weißen Spitze. Wie bei anderen Vertretern der Gattung Pteronotus ist die Nase von Hautfalten bedeckt. Die Ohren sind relativ lang, schmal und spitz zulaufend. Der Tragus ist schmal und wird von borstenartigen, kurzen sowie von wenigen langen Haaren gesäumt. Der Calcar ist lang und dünn, die Flughaut endet an den Knöcheln.

## Lebensweise
Die Rußige Schnurrbartfledermaus ist auf Kuba und Puerto Rico eine der häufigsten Fledermausarten. Zusammen mit Phyllonycteris poeyi bewohnt die Art warme Höhlen und bildet dabei Kolonien mit bis zu 140.000 Individuen. Die Temperatur kann dabei 40 °C und die Luftfeuchtigkeit 99 % erreichen. Auf Jamaika ist die Art wesentlich seltener und wurde nur in einer von 13 Höhlen in einer Kolonie von weniger als 1000 Tieren beobachtet.
Zu anderen Fledermausarten, die in denselben Höhlen wie Pteronotus quadridens zu finden sind, gehören Brachyphylla nana, B. cavernarum, Erophylla sezekorni, Monophyllus redmani, Mormoops blainvillii, Pteronotus parnellii und P. macleayii.
Die Rußige Schnurrbartfledermaus gehört zu den Fledermausarten, die am frühesten die Höhle verlassen, um sich auf Futtersuche zu begeben. Dies geschieht meist schon kurz vor Sonnenuntergang, weswegen die Art besonders oft Räubern wie dem Buntfalken (Falco sparverius), dem Rotschwanzbussard (Buteo jamaicensis) und dem Merlin (Falco columbarius) zum Opfer fallen. Nebst Raubvögeln gehören auch Hauskatzen und Schlangen wie die Puerto-Rico-Boa (Epicrates inornatus) und die Kuba-Schlankboa (E. angulifer) zu den Fressfeinden.
Die Rußige Schnurrbartfledermaus ernährt sich von Insekten, meist Käfer, die sie im Flug erbeutet. In einer Nacht nimmt eine Fledermaus dieser Art etwa 1,25 g Nahrung zu sich, was in etwa einem Viertel ihres Körpergewichts entspricht. Die Weibchen sind monoöstrisch. Sie gebären pro Jahr jeweils ein einziges Jungtier; Zwillinge sind sehr selten. Die Paarung findet vermutlich im Januar statt, trächtige Weibchen findet man zwischen Februar und Juni. Die Neugeborenen wiegen 1,8 g, was fast einem Drittel des ausgewachsenen Gewichts entspricht. Die flugunfähigen Jungtiere werden von der Mutter während Futtersuchflügen nicht herumgetragen, sondern verbleiben in dichten Gruppen von 50 bis 200 Tieren in der Höhle.

## Verbreitung und Lebensraum
Die Rußige Schnurrbartfledermaus kommt auf Kuba, Hispaniola, Jamaika, sowie in Puerto Rico vor. Die Art wird von der IUCN als  (=least concern – nicht gefährdet) eingestuft.